# Pascal Nzonzi
Pour les articles homonymes, voir Nzonzi.
Pascal Nzonzi (nom parfois retranscrit Pascal N'Zonzi), né le 1er janvier 1951 à Luntudele (Congo belge), est un acteur et metteur en scène de théâtre congolais. Il est connu du public francophone pour avoir incarné André Kofi dans la trilogie Qu'est-ce qu'on a fait au Bon Dieu ?.

## Biographie

### Enfance
Pascal Nzonzi naît à Luntudele, à 30 km de Kinshasa au Congo belge (actuelle République démocratique du Congo).

### Formation et carrière
Pascal Nzonzi commence à faire du théâtre à l'âge de dix-huit ans à Brazzaville (actuellement en République du Congo), sur les conseils d'un acteur qui l'avait vu participer à une lecture de textes en public. Invité à visiter le Théâtre national Congolais, il est aussitôt conquis et décide de devenir comédien. Après le Théâtre National Congolais, il parfait son apprentissage du métier d'acteur au Centre de formation et de recherche d'Art Dramatique de Brazzaville, puis poursuit sa formation en France, à la Maison de la Culture du Havre puis au Conservatoire national supérieur d'art dramatique de Paris, où il a comme professeur Pierre Debauche.
Pascal Nzonzi est d'abord principalement actif au théâtre, où il fait carrière pendant plus de quarante ans. Admirateur de grands auteurs comme Rimbaud qu'il a découvert en autodidacte, il cite également parmi ses influences Aimé Césaire, dont il a interprété des textes sur scène dans les années 1990. Il tient en parallèle des rôles secondaires sur grand et petit écran, et travaille également dans le doublage. En 2001, il tient le rôle du père de l'héroïne dans le téléfilm Fatou la Malienne. Sa carrière sur grand écran s'accélère à partir de 2012 et de sa participation au film Paulette. En 2014, son personnage de père africain raciste dans Qu'est-ce qu'on a fait au Bon Dieu ? le fait connaître d'un large public. Il déclare, à propos du message antiraciste de Qu'est-ce qu'on a fait au Bon Dieu ? : « C’est un film qui tombe à pic en ce moment dans notre pays, car on est envahi par les discours nauséabonds. Moi, qui aime la France par ses grands auteurs, je suis navré de constater qu’actuellement, tout se passe comme s’ils n’avaient jamais existé. »
En 2016, la sortie du film Les Visiteurs : La Révolution est accompagnée d'une polémique le concernant. Sur l'affiche de ce film, bien qu'il soit représenté avec huit autres acteurs, Pascal Nzonzi est en effet le seul dont le nom ne soit pas mentionné. Certains ont émis l'hypothèse que cela pouvait venir du fait qu'il soit aussi l'unique acteur noir. Le producteur, Gaumont, a répondu que Pascal Nzonzi était le seul des neuf comédiens principaux à ne pas avoir demandé par contrat à voir son nom figurer en tête d'affiche et, pour montrer sa bonne foi dans le refus du racisme, a rappelé avoir produit le film Chocolat, avec Omar Sy. Pascal Nzonzi lui-même n'a pas souhaité s'exprimer sur cette affaire, mais son fils a confirmé que l'absence de son nom sur l'affiche était due à une négligence de son agent.
En 2016, il est membre du jury du festival Voix d'Étoiles de Port Leucate.

### Vie personnelle
Marié et père de quatre enfants, Pascal Nzonzi habite à Villampuy (Eure-et-Loir) depuis 1991, et dit se sentir « Beauceron ».

## Filmographie partielle

### Cinéma

#### Longs métrages
- 1970 : Le Lion à sept têtes de Glauber Rocha
- 1981 : Le Professionnel de Georges Lautner : Arthur secrétaire Njala
- 1983 : Banzaï de Claude Zidi : Le chef de la police
- 1986 : Black Mic-Mac de Thomas Gilou
- 1988 : Elle et lui de François Margolin (court-métrage)
- 1989 : Romuald et Juliette de Coline Serreau : Douta
- 1991 : Night on Earth de Jim Jarmusch : Passager no 1
- 1992 : Mensonge de François Margolin : Un passant
- 1992 : Quelque part vers Conakry de Françoise Ebrard : L'oncle de Madiou
- 1995 : Les Trois Frères de Didier Bourdon et Bernard Campan : Recruteur no 2
- 2000 : Lumumba de Raoul Peck : Moïse Tshombe
- 2006 : Les Enfants du pays de Pierre Javaux : Baye Dame
- 2008 : Les Hauts Murs de Christian Faure : Oudie
- 2010 : Le Sentiment de la chair de Roberto Garzelli : Djibril
- 2013 : Paulette de Jérôme Enrico : Le père Baptiste
- 2014 : Le Crocodile du Botswanga de Fabrice Eboué et Lionel Steketee : Le ministre des cabinets de la nation
- 2014 : Qu'est-ce qu'on a fait au Bon Dieu ? de Philippe de Chauveron : André Koffi, le père de Charles
- 2016 : Les Visiteurs : La Révolution de Jean-Marie Poiré : Philibert
- 2019 : Qu'est-ce qu'on a encore fait au Bon Dieu ? de Philippe de Chauveron : André Koffi, le père de Charles
- 2019 : Premier de la classe de Stéphane Ben Lahcene : Konan Kelta
- 2020 : Boutchou d'Adrien Piquet-Gauthier : Raoul
- 2022 : Qu'est-ce qu'on a tous fait au Bon Dieu ? de Philippe de Chauveron : André Koffi, le père de Charles

#### Films d'animation
- 2005 : Kirikou et les Bêtes sauvages de Michel Ocelot et Bénédicte Galup : le vieillard
- 2012 : Kirikou et les Hommes et les Femmes de Michel Ocelot : le vieillard
- 2013 : Aya de Yopougon de Marguerite Abouet et Clément Oubrerie : Bonaventure Sissoko
- 2015 : Adama de Simon Rouby : Abdou

### Télévision
- 2001 : Fatou la Malienne de Daniel Vigne
- 2001 : Commissaire Moulin (saison 7, épisode 6) de Gilles Béhat
- 2003 : Fatou, l'espoir de Daniel Vigne
- 2004 : Une autre vie de Luc Béraud
- 2005 : PJ (saison 9 épisode 8)
- 2007 : Les Prédateurs de Lucas Belvaux
- 2010 : Clandestin d'Arnaud Bedouët
- 2017 : Bienvenue à Nimbao de Philippe Lefebvre

## Théâtre (sélection)
- 1985 : Je soussigné cardiaque de Sony Labou Tansi, mise en scène Gabriel Garran, Théâtre national de Chaillot
- 1986 : Qu'est devenu Ignoumba le chasseur ? de Sylvain Bemba, Festival d'Avignon
- 1988 : Le Bal de N'Dinga de Tchicaya U Tam'si, mise en scène Gabriel Garran
- 1995 : La Dispute de Marivaux, mise en scène Dominique Pitoiset, Théâtre national de Bretagne
- 1996 : La Tragédie du roi Christophe d'Aimé Césaire, mise en scène Jacques Nichet, tournée
- 1998 : Tout bas... si bas de Koulsy Lamko, mise en scène Paul Golub, Festival des francophonies en Limousin
- 2001 : Les Nègres de Jean Genet, mise en scène Alain Ollivier, Théâtre Europe, Théâtre Apollinaire, Nouveau théâtre d'Angers
- 2002 : Elle est là et C'est beau de Nathalie Sarraute, mise en scène Michel Raskine, Théâtre de la Ville
- 2010 : Le Bal de N'Dinga de Tchicaya U Tam'si, mise en scène Pascal Nzonzi, Maison de la Poésie
- 2010 Le Bal de N'Dinga de Tchicaya U Tam'si, mise en scène Pascal Nzonzi, Festival d'Avignon.

## Doublage

### Cinéma

#### Films
- 1985 : Retour vers le futur : Marvin Berry (Harry Waters Jr.)
- 1988 : Jeu d'enfant : Dr Death (Raymond Oliver)
- 1989 : Abyss : l'opérateur sonar Aaron Barnes (Michael Beach)
- 1989 : L'Arme Fatale 2 : un dépanneur (?)
- 1992 : Malcolm X : Baines (Albert Hall)
- 1992 : Ninja Kids : l'agent fédéral Kurl (Clifton Powell)
- 1993 : Chute libre : l'homme à la pancarte (Vondie Curtis-Hall)
- 1993 : Sauvez Willy : Dwight Mercier (Mykelti Williamson)
- 1993 : Rasta Rockett : Derice Bannock (Leon Robinson)
- 1993 : Les Aventures de Huckleberry Finn : Jim (Courtney B. Vance)
- 1995 : Clockers : Rodney Little (Delroy Lindo)
- 2003 : Big Fish : Dr Bennett (Robert Guillaume)
- 2007 : Je crois que j'aime ma femme : Allan (Stephen A. Smith)
- 2008 : Blindness : le vieillard au bandeau (Danny Glover)
- 2012 : Django Unchained : Stephen (Samuel L. Jackson)
- 2014 : American Nightmare 2 : Anarchy : Papa Rico Sanchez (John Beasley)
- 2016 : Tarzan : le chef Muviro (Yule Masiteng)